# Джейсон Момоа
Дже́йсон Момо́а (англ. Joseph Jason Namakaeha Momoa, нар. 1 серпня 1979) — американський актор і модель, найвідоміший завдяки ролям Ронона Декса (2005—2009) в науково-фантастичному телесеріалі «Зоряна брама: Атлантида» та Хала Дрого (2011—2012) у фентезі-серіалі «Гра престолів», а також головним ролям у фільмах «Конан» (2011) та «Аквамен» (2018).

## Особисте життя
Момоа, єдина дитина в сім'ї, народився в Гонолулу, Гаваї, та виріс у Норволку, Айова, разом зі своєю матір'ю. Його батько був гавайцем, а серед предків матері були німці, ірландці та індіанці. Зріст Момоа — 1 м 93 см.. Він племінник відомого серфінгіста Браяна Кіулана (Brian Keaulana).
У 2008 році, 15 листопада, в Голлівуді, на Момоа було здійснено напад із застосуванням розбитої пляшки з-під пива. Під час хірургічного втручання було накладено понад 140 швів.
У 2007 році, 23 липня, у дружини Джейсона Лізи Боне народилася дочка, Лола Іоані Момоа. У 2008 році, 15 грудня, в Беннет і Момоа народився син, Накоа-Вулф Манакауапо Намакеха Момоа. Подружжя офіційно уклало шлюб у листопаді 2017 року.
13 січня 2022 року пара оголосила про розлучення. Подружжя опублікувало спільну заяву в соціальній мережі інстаграм.

## Кар'єра

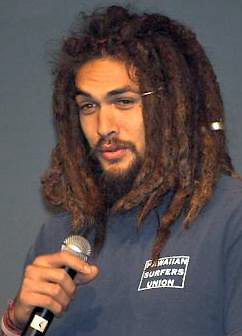
Джейсон у 2006 році

У 1998 Момоа повертається на Гаваї, де його помічає міжнародний дизайнер Такео, і допомагає йому розпочати кар'єру моделі. У 1999 він виграє звання Гавайської моделі року і виступає ведучим змагання Місс Гаваї серед підлітків.
Як актор, Момоа найбільше відомий завдяки ролям Джейсона Іона (1999—2001) в «Рятівники Малібу» та Ронона Декса (2005—2009) у телесеріалі «Зоряна брама: Атлантида».
Після закінчення зйомок четвертого сезону «Зоряна брама: Атлантида», Джейсон Момоа обрізав свої дреди. Вони стали такими важкими, що через них в Момоа дуже боліли голова та шия, особливо під час бойових сцен. Продюсери серіалу погодилися з цим рішенням і навіть планували сцену, де Ронон мав обрізати волосся у п'ятому сезоні «Broken Ties», але ця зміна була майже одноголосно відкинута телемережею SCI FI. Тому Момоа трохи відростив волосся до зйомок, і в перший день зйомок 5-го сезону його старі дреди прив'язали до відрослого волосся. Зніматися з цим волоссям Джейсону Момоа було так складно, що він з великими труднощами закінчив зйомки в той день, і знову відрізав дреди. Актору довелося використовувати перуку свого двійника-каскадера, аж поки через два тижні йому не зробили його власну перуку.
Момоа з'являвся в 4-х епізодах серіалу «Гра» в ролі Романа, а також був відібраний на роль Кхала Дрого для телесеріалу каналу HBO «Гра престолів», створеного на основі книжкової серії «Пісня льоду та полум'я». Його також було відібрано на головну роль в фільмі «Конан-варвар».

## Громадянська позиція
У березні 2022 року, після початку повномасштабного наступу Росії на Україну, Джейсон Момоа відвідав церемонію нагородження премії «Оскар» із жовто-блакитною серветкою у кишені, демонструючи підтримку Україні.

## Фільмографія

### Фільми
| Рік  |    | Українська назва                               | Оригінальна назва                               | Роль                  |
| ---- | -- | ---------------------------------------------- | ----------------------------------------------- | --------------------- |
| 2004 | ф  | Канікули Джонсонів                             | Johnson Family Vacation                         | Наварро               |
| 2007 | ф  | Канал                                          | Pipeline                                        | Кай                   |
| 2010 | кф |                                                | Brown Bag Diaries: Ridin' the Blinds in B Minor | Майкі                 |
| 2011 | ф  | Конан-варвар                                   | Conan the Barbarian                             | Конан                 |
| 2012 | ф  | Нестримний                                     | Bullet to the Head                              | Кіган                 |
| 2014 | ф  | Шлях у Палому                                  | Road to Paloma                                  | Вольф                 |
| 2014 | ф  | Вовки                                          | Wolves                                          | Коннор                |
| 2014 | ф  | Налагодження                                   | Debug                                           | Iam                   |
| 2015 | ф  | Цукрова гора                                   | Sugar Mountain                                  | Джо Брайт             |
| 2016 | ф  | Погана партія                                  | The Bad Batch                                   | Джо                   |
| 2016 | ф  | Бетмен проти Супермена: На зорі справедливості | Batman v Superman: Dawn of Justice              | Артур Каррі / Аквамен |
| 2016 | ф  | Під прикриттям                                 | Going Under                                     | Спайдер               |
| 2017 | ф  | Ліга справедливості                            | The Justice League Part One                     | Артур Каррі / Аквамен |
| 2017 | ф  | Його собаче діло                               | Once Upon a Time in Venice                      | Павук                 |
| 2018 | ф  | Хоробрий                                       | Braven                                          | Джо                   |
| 2018 | ф  | Аквамен                                        | Aquaman                                         | Артур Каррі / Аквамен |
| 2019 | мф | Lego Фільм 2                                   | The Lego Movie 2: The Second Part               | Аквамен               |
| 2021 | ф  | Ліга справедливості Зака Снайдера              | Zack Snyder's Justice League                    | Артур Каррі / Аквамен |
| 2021 | ф  | Дюна                                           | Dune                                            | Дункан Айдахо         |
| 2021 | ф  | Донечка                                        | Sweet Girl                                      | Купер                 |
| 2022 | ф  | Країна сну                                     | Slumberland                                     | Фліп                  |
| 2023 | ф  | Аквамен і загублене королівство                | Aquaman and the Lost Kingdom                    | Артур Каррі / Аквамен |
| 2023 | ф  | Форсаж 10                                      | Fast X                                          | Данте Реєс            |
| 2024 | ф  | Каскадер                                       | The Fall Guy                                    | камео                 |
| 2025 | ф  | Minecraft: Фільм                               | A Minecraft Movie                               | Ґаррет Ґаррісон       |
| 2025 | ф  | У Дантових руках                               | In the Hand of Dante                            |                       |
| 2026 | ф  | Друзі-тварини                                  | Animal Friends                                  |                       |
| 2026 | ф  | Супердівчина: Жінка майбутнього                | Supergirl: Woman of Tomorrow                    | Лобо                  |
| 2026 | ф  | Дюна: Частина третя                            | Dune: Part Three                                | Дункан Айдахо         |

### Телебачення
| Рік       |    | Українська назва                     | Оригінальна назва          | Роль                                  |
| --------- | -- | ------------------------------------ | -------------------------- | ------------------------------------- |
| 1999—2001 | с  | Рятівники Малібу                     | Baywatch                   | Джейсон Іоанн (10-11 сезони)          |
| 2003      | тф | Рятівники Малібу: Весілля на Гавайях | Baywatch: Hawaiian Wedding | Джейсон Іоанн                         |
| 2003      | тф | Спокушена                            | Tempted                    | Кала                                  |
| 2004—2005 | с  | Північний берег                      | North Shore                | Френкі Сью (21 епізод)                |
| 2005—2009 | с  | Зоряна брама: Атлантида              | Stargate: Atlantis         | Ронон Декс (2-5 сезони)               |
| 2009      | с  | Гра                                  | The Game                   | Роман (4 епізоди)                     |
| 2011—2012 | с  | Гра престолів                        | Game of Thrones            | Хал Дрого (1-2 сезони)                |
| 2014—2015 | с  | Червона дорога                       | The Red Road               | Філліп Копус (12 епізодів)            |
| 2014—2015 | с  | Історія напідпитку                   | Drunk History              | Джим Торп (S2-E9), Жан Лафітт (S3-E3) |
| 2016—2018 | с  | Кордон                               | Frontier                   | Роман (головна роль)                  |
| 2018—2023 | с  | SNL                                  | Saturday Night Live        | гість (4 епізоди)                     |
| 2019—2022 | с  | Сліпота                              | See                        | Баба Восс (головна роль)              |
| 2022      | с  | Миротворець                          | Peacemaker                 | Аквамен (S1-E8)                       |
| 2025      | с  | Вождь війни                          | Chief of War               | Кайана (головна роль)                 |